# Twickler Cone
Twickler Cone är en kulle i Antarktis. Den ligger i Östantarktis. Nya Zeeland gör anspråk på området. Toppen på Twickler Cone är 1 672 meter över havet.
Terrängen runt Twickler Cone är varierad. Trakten är obefolkad. Det finns inga samhällen i närheten. 